# رهورشت
رهورشت (به آلمانی: Rehhorst) یک شهر در آلمان است که در Stormarn واقع شده‌است. رهورشت ۷۱۰ نفر جمعیت دارد.